# Фейт Еванс
Фейт Рене Еванс (англ. Faith Renée Evans; нар. 10 червня 1973, Лейкленд, Флорида, США) — американська співачка, авторка пісень, композиторка, музична продюсерка, акторка. Почала кар'єру на початку 1990-х, співаючи на бек-вокалі в Mary J. Blige. Пізніше виступала з репером The Notorious B.I.G. Номінантка премії «Ґреммі». Автобіографка.

## Життєпис
Фейт Рене Еванс народилася 10 червня 1973 року у місті Лейкленд у Флориді, а виросла в Ньюарку (Нью-Джерсі). У два роки вона почала співати у церковному хорі, у старшій школі брала участь у музичних постановках, була старанною ученицею та отримала повну стипендію у Фордгемському університеті. Еванс займалася джазовим та класичним співом. Провчившись рік, вона покинула університет заради музичної кар'єри.
Виступала з репером The Notorious B.I.G., з яким у 1994 році одружилася.

## Музична кар'єра
У 1994 році Фейт Еванс стала першою жінкою, яка підписала контракт з лейблом Bad Boy Records Шона «Puff Daddy» Комбса. Досягла успіху вже в 1995 році після випуску дебютного альбому Faith, який розійшовся мільйонним тиражем, а пісні «You Use To Love Me » і «Soon As I Get Home» стали хітами. Другий альбом Keep the Faith, що вийшов 1998 року повторив цей успіх, чому сприяв, зокрема, сингл «Love Like This». Четвертий альбом співачки The First Lady вийшов у 2005 році.
Фейт Еванс була номінована на премію «Ґреммі», зокрема за свій третій альбом Faithfully (2001) і дует із Карлом Томасом «Can't Believe».

## Дискографія
- Faith (1995)
- Keep the Faith (1998)
- Faithfully (2001)
- The First Lady (2005)
- A Faithful Christmas (2005)
- Something About Faith (2010)
- Incomparable (2014)